# Eudorylas dreisbachi
Eudorylas dreisbachi är en tvåvingeart som först beskrevs av Hardy 1948.  Eudorylas dreisbachi ingår i släktet Eudorylas och familjen ögonflugor.
Artens utbredningsområde är Michigan. Inga underarter finns listade i Catalogue of Life.